# 2-ヒドロキシ-3-オキソプロピオン酸レダクターゼ
2-ヒドロキシ-3-オキソプロピオン酸レダクターゼ（2-hydroxy-3-oxopropionate reductase）は、次の化学反応を触媒する酸化還元酵素である。
(R)-グリセリン酸 + NAD(P)+ {\displaystyle \rightleftharpoons } 2-ヒドロキシ-3-オキソプロパン酸 + NAD(P)H + H+
反応式の通り、この酵素の基質は(R)-グリセリン酸とNAD(P)+、生成物は 2-ヒドロキシ-3-オキソプロパン酸とNAD(P)HとH+である。
組織名は(R)-glycerate:NAD(P)+ oxidoreductaseで、別名にtartronate semialdehyde reductaseがある。